# Stumsdorf
Stumsdorf is een plaats en voormalige gemeente in de Duitse deelstaat Saksen-Anhalt, en maakt deel uit van de Landkreis Anhalt-Bitterfeld.
Stumsdorf telt 787 inwoners.